# Limnophora ruficornis
Limnophora ruficornis är en tvåvingeart som beskrevs av Shinonaga 2005. Limnophora ruficornis ingår i släktet Limnophora och familjen husflugor. Inga underarter finns listade i Catalogue of Life.